# Olow Netz

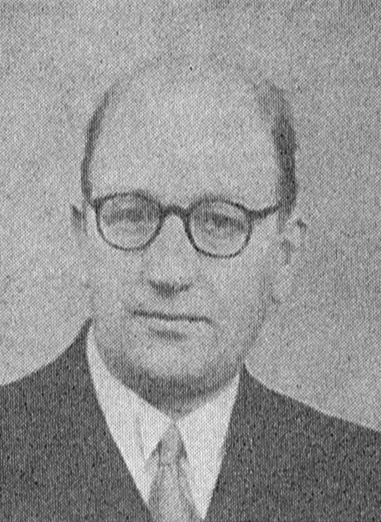
Olow Netz

Erik Olow Netz, född 12 december 1906 i Linköping, död 16 februari 1960, var en svensk arkitekt.
Netz, som var son till byggmästare August Netz och Jenny Andersson, utexaminerades från Kungliga Tekniska Högskolan 1932. Han tjänstgjorde hos Axel Brunskog i Linköping till 1946, bedrev egen verksamhet i Linköping till 1953 och därefter hos stadsarkitekt Per Bohlin i Västerås. Han var ledamot av parkstyrelsen i Linköpings stad, distriktssekreterare i Motorförarnas Helnykterhetsförbund samt lokalsekreterare i Linköping samt suppleant i Motorförarnas Helnykterhetsförbunds förbundsstyrelse.